# László Sebestyén
Pour les articles homonymes, voir Sebestyén.
László Sebestyén, né le 22 mai 1956 à Miskolc, est un ingénieur et un homme politique hongrois, membre du parti Fidesz-Union civique hongroise. De 2010 à 2014, il est député de la IVe circonscription du comitat de Borsod-Abaúj-Zemplén à l'Assemblée nationale.
En 1981, Sebestyén est embauché par la Észak-Magyarországi Regionális Vízművek, une entreprise régionale de gestion des eaux. Il devient membre de l'Assemblée générale de Miskolc lors des élections locales de 2006. Après les élections législatives de 2010, il est nommé au Comité parlementaire sur le développement durable le 14 mai 2010. Il perd son mandat face au candidat socialiste László Varga aux élections législatives de 2014.